# Itaquitinga
Itaquitinga es un municipio brasileño del estado de Pernambuco. El municipio es formado por el distrito sede y por el poblado de Chã de Sapé. Tiene una población estimada al 2020 de 17.006 habitantes, según el IBGE.

## Etimología
Según José de Almeida Maciel (1984), el topónimo es compuesto por dos términos: itaqui: arenito y tinga: blanco, o sea, arena blanca. Ya según Luís Caldas Tibiriçá el término tiene origen en ita-ky-tinga, significando "piedra blanca afilada".

## Historia
La Ley Municipal 52 del 3 de agosto de 1892 de Goiana, dividió el municipio en 5 distritos, de ellos formando parte el poblado de São Sebastião de Areias. El Decreto-Ley Provincial 952 de 31 de diciembre de 1943 cambió el nombre del distrito de Areias a Itaquitinga. La Ley Provincial 4962 de 20 de diciembre de 1963 eleva Itaquitinga a la condición de municipio, desglosándolo de Goiana. El municipio fue instalado en 23 de mayo de 1964.